# 문민독재
문민독재(文民獨裁)는 1인 또는 소수자에게 정치권력이 집중되어 있는 정치형태를 일컫는 독재 중에서 군부 출신이 아닌 민간인 출신이 주도권을 쥐고 있는 독재의 형태이다. 민간독재라고도 한다. 권위주의와도 유사한 것으로 보는 학자도 있으나, 권위주의·군부독재·문민독재 모두 그 본질은 큰 차이가 없다. 다만, 문민독재 때에는 선거에 의해 취임했다는 논리를 내세워 군부독재와 차별화하고 집권의 정당성을 항변하기 위한 도구로 이용하기도 한다.
독재와 문민 독재는 그 주도자가 다르다는 것 외에는 본질적으로 큰 차이가 없으나, 문민독재는 군부 독재에 비해 그 정체가 명확하게 드러나지 않아 국민들이 대개 덜 저항적이지만, 서서히 일어난 변화에 결국 속수무책으로 당하게 돼 대체로 비극적인 결말을 맞이하게 된다. 이승만 정권은 장기집권을 시도하다 결국 4·19 혁명으로 붕괴되어 불명예스럽게 결말이 났다. 이명박 정부도 때때로 의회를 무시하는 태도를 보이는 것에 대해 문민독재라는 비판을 받았다.
다른 나라의 경우 필리핀의 마르코스 정권과 싱가포르의 리콴유 정권을 대표적인 사례로 들 수 있고, 그 외에도 세계 여러 나라에서 이러한 형태의 독재가 이루어졌다. 그러나 싱가포르의 경우를 제외하면 대한민국의 모든 문민독재 정권을 포함하여 거의 대부분 비극적인 결말로 종료됐다.

## 같이 보기
- 독재
- 비교정치학